# Wilma Bentivegna
Wilma Bentivegna (São Paulo, 17 de julho de 1929 — Mogi das Cruzes, 2 de julho de 2015) foi uma cantora, apresentadora e atriz brasileira.

## Biografia
Começou sua carreira aos nove anos no programa "Clube do Papai Noel" e foi a primeira cantora a se apresentar na extinta TV Tupi. Sua especialidade eram versões de músicas estrangeiras de sucesso na época, tornando-se nacionalmente conhecida ao gravar Hino ao amor, em 1959.
Ganhou muitos prêmios, entre eles o de atriz revelação.[carece de fontes?] Participou de algumas telenovelas e do filme Custa Pouco a Felicidade, de Geraldo Vietri (1952). Teve como grande amor de Sua vida o Ator Cassiano Gabus Mendes, mas como era casado, suprimo por toda vida.[carece de fontes?]
Em seus últimos anos, residia em Suzano no estado de São Paulo.
Em 2 de julho de 2015, aos 85 anos, Bentivegna faleceu devido à insuficiência respiratória. Wilma quase não saia de casa e era depressiva.